# Big government
Le terme « big government » (s'écrit parfois avec une majuscule : « Big Government » ; en français « Grand gouvernement ») est une appellation désobligeante utilisée aux États-Unis – généralement par les conservateurs, les défenseurs du « laissez-faire » ou les libertariens – pour désigner un gouvernement ou un service public qu'ils considèrent trop grand, puissant, corrompu et inefficace, ou impliqué de manière inappropriée dans certains domaines de la politique publique et/ou du secteur privé. D'une manière générale, il décrit un gouvernement fédéral puissant au détriment de la liberté de gouvernance laissée aux États américains.

## Définition
Un big government est principalement défini par sa taille, un critère qui incorpore des variables telles que le nombre d'employés, les coûts relatifs, etc. Le concept peut également être défini par le rôle perçu d'un gouvernement par la société, à savoir qu'il s'implique de façon prononcée et prolongée dans la vie quotidienne de ses citoyens, et dépend de la perception de la qualité de ses services publics, le degré de démocratie et les représentations sociales qui en découlent,.

## Utilisations
- Programmes gouvernementaux, critiqués pour la raison que les buts politiques recherchés peuvent être accomplis grâce à des organisations plus petites et flexibles
- Tentatives pour fédéraliser des programmes traditionnellement laissés à la charge des états
- Programmes publics mis en place pour accomplir des fonctions normalement associés au secteur privé ou par des organisations privées (comme des associations à but non lucratif ou des organisations religieuses)
- Programmes coûteux et résistant à des réformes
- Bureaucraties importantes manquant de sens des responsabilités et de contrôle externe
- Absence ou manque de contrôle et de contre-pouvoir au sein d'une organisation
- etc.